# Svenska institutet

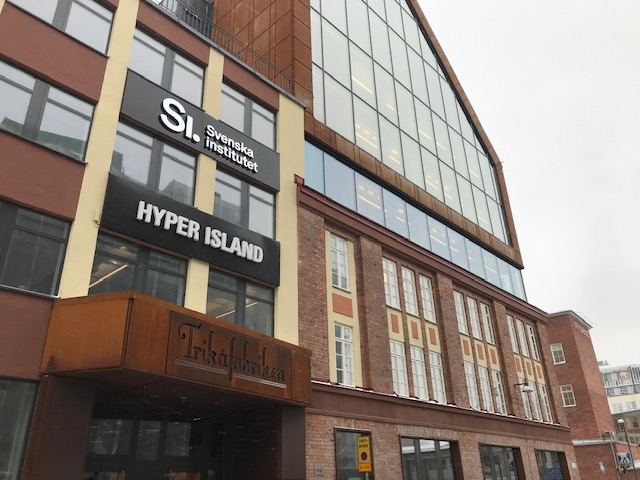
Svenska institutets kontor, Virkesvägen 2, Hammarby Sjöstad.

Svenska institutet (SI) är en statlig svensk myndighet. Svenska institutet grundades 1945 som en efterföljare till det 1935 inrättade Kulturrådet. Svenska institutet lydde fram till 1998 direkt under Utrikesdepartementet men är sedan dess en egen myndighet under UD. Svenska institutets uppdrag är att skapa intresse och förtroende för Sverige utomlands. Detta görs genom arbete med Sverigefrämjande, samarbete i Östersjöregionen och global utveckling. 
Svenska kulturhuset i Paris är en filial till Svenska institutet.

## Uppdrag
Svenska institutet bedriver sitt uppdrag främst inom utrikespolitiken inom ramen för offentlig diplomati – att förstå, informera, påverka och bygga relationer med människor i andra länder. Institutet ska främja en demokratisk, rättvis och hållbar global utveckling genom samarbete med kultur, utbildning, vetenskap och näringsliv. [källa behövs]

## Huvuduppgifter
SI informerar om Sverige utomlands samt möjliggör internationella utbyten och samarbeten. Målet är att sätta Sverige på kartan och bygga goda relationer med individer, organisationer och andra länder. Om omvärlden har ett högt förtroende för Sverige ökar förutsättningar för handel, investeringar, turism och kulturutbyten. Det blir också lättare att locka internationella talanger och att bidra till en global hållbar utveckling.
Sverigefrämjande:
- SI tar fram kommunikationsmaterial, berättar om Sverige i sociala kanaler samt organiserar evenemang och kampanjer. Syftet är att skapa intresse och dialog på områden där Sverige ligger långt framme internationellt.

- SI analyserar Sverigebilden utomlands, gör egna studier, följer internationella index samt vad som skrivs om Sverige i internationella nyhetsmedier och på digitala plattformar.

- SI ger stöd till svenskundervisning i utlandet.

- SI marknadsför Sverige som studiedestination.

- SI driver Sveriges enda kulturhus utomlands, SI Paris.

Global utveckling:
- SI bygger relationer med världens unga talanger och framtida ledare genom att utlysa/bekosta stipendier för studier i Sverige samt organisera ledarskapsprogram och alumnverksamhet.

- SI finansierar internationella kulturprojekt för att stärka yttrandefrihet, demokrati och mänskliga rättigheter.

Samarbete i Östersjöregionen:
- SI finansierar utbyten och gemensamma projekt för individer, organisationer och företag i Sverige och Östersjöregionen.

## Twitterkontot @sweden
Svenska institutet drev mellan 2011 och 2018 projektet projekt Curators of Sweden tillsammans med Visit Sweden. Projektet innefattade twitterkontot @sweden där en ny person, en "tillfällig kurator", valdes ut att twittra under kontonamnet varje en vecka. Under projektets gång fick sammanlagt 356 svenskar, en i veckan, låna kontot och twittra om livet som svensk, med syftet att öka intresset för och kunskapen om Sverige utomlands. Under årens lopp publicerades över 200 000 tweets och kontot hade 146 000 följare när projektet avslutades. Det fanns bara tre regler för @sweden-twittrarna: de var tvungna att skriva på engelska, tweetsen fick inte bryta mot lagen  och inte göra reklam för produkter och tjänster. Kontot och dess innehåll väckte flera gånger internationell uppmärksamhet.

## Direktörer och generaldirektörer
- Gunnar Granberg 1945–1954
- Gunnar Heckscher 1954–1957
- Tore Tallroth 1957–1963
- Per-Axel Hildeman 1963–1977
- Göran Löfdahl 1977–1983
- Anders Clason 1983–1993
- Per Sörbom 1993–1997
- Erland Ringborg 1998–2005
- Olle Wästberg 2005–2010
- Annika Rembe 2010–2018
- Madeleine Sjöstedt 2019–